# Maison natale de Stepa Stepanović
La maison natale de Stepa Stepanović (en serbe cyrillique : Родна кућа војводе Степе Степановића ; en serbe latin : Rodna kuća vojvode Stepe Stepanovića) est un lieu mémoriel situé à Belgrade, la capitale de la Serbie, dans la municipalité de Voždovac et dans le quartier de Kumodraž. En raison de sa valeur historique et architecturale, la maison est inscrite sur la liste des monuments culturels de grande importance de la république de Serbie et sur celle des biens culturels de la ville de Belgrade.

## Présentation
La maison a été construite au milieu du XIXe siècle. Le voïvode Stepa Stepanović y est né en 1856. En dehors de la valeur historique que lui confère la naissance du voïvode, la maison constitue l'un des rares exemples d'architecture traditionnelle serbe sur le territoire de la ville de Belgrade.